# Katrien Vandendries
Katrien Vandendries (Veurne, 24 augustus 1970) is een Vlaamse actrice. Ze speelde lange tijd de rol van Dani Wauters in de politieserie Zone Stad.

## Levensloop
Vandendries studeerde in 1994 af aan de Studio Herman Teirlinck.
Vanaf voorjaar 1995 stond ze met de Internationale Nieuwe Scène in bijna honderd voorstellingen verspreid over drie seizoenen met de productie Harlekijn in Afrika op de planken. Verder speelde ze met Theater Froe Froe, Arca, het Toneelhuis en het Publiekstheater.
In 2002 speelde Vandendries mee in de quiz Herexamen. Samen met medestudente en vriendin Joke Devynck deed ze in 2006 mee aan Beste vrienden.

## Privé
Vandendries is gehuwd met de Belgische acteur Gert Lahousse. Samen hebben ze twee kinderen: een zoon en een dochter.

## Rollen
- Familie (1991-1992) - als Frieda
- Wittekerke (1995) - als meisje
- Thuis (1996-1998) - als Carolien Jacobs
- FC de Kampioenen (1998) - als Annemie
- Onbekend (1998)
- Brussel Nieuwsstraat (2000)
- Wittekerke (2000-2001) - als advocate Els Coudenijs
- Chris & Co (2001)
- Flikken (2001) - als Sofie Houtman
- Spoed (2002) - als Anette Verschuren
- Koffie verkeerd (2003)
- De zaak Alzheimer (2003) - als verpleegster
- Sedes & Belli (2003) - als Pascale Mertens
- Zone Stad (2003-2005, 2007-2008, 2010-2013) - als Dani Wauters
- Waterspiegel (2005)
- De gek op de heuvel (2006) - als Haemers
- Sara (2008) - als Elisa Degroot
- Goesting (2010) - als Veronique
- Vermist (2010) - Carla De Vries
- Witse (2010) - als Karla Meeuws
- De Ronde (2011) - als coördinator
- Deadline 14/10 (2012) - als Anouk
- Salamander (2012-2013) - als Sylvia
- Danni Lowinski (2013) - als Sonja De Winne
- Binnenstebuiten (2013) - als Lena
- Ontspoord (2013) - als Jacquelinge Stassen
- Thuis (2014-2016, 2017) - als Lena Blondeel
- Aspe (2014) - als Veerle Dams
- Rox (2014) - als Liesbeth
- Vermist (2015) - als schooldirectrice
- Voor wat hoort wat (2015) - als Joëlle
- Nachtwacht (2015) - als verpleegster
- Kristal (2017)
- Lisa (2021) - als inspecteur de Vos
- De Kraak (2021) - als Charlotte Davids
- Fair Trade (2023) - als Gina Gomez
- Onder Vuur (2024) - als Maya Lefever
- Chantal (2025) - als Marleen